# Table des caractères Unicode/U2E80
Cette page contient des caractères spéciaux ou non latins. S’ils s’affichent mal (▯, ?, etc.), consultez la page d’aide Unicode.
Table des caractères Unicode U+2E80 à U+2EFF.

## Sinogrammes CJC — clés — supplément(Unicode 13.0)
Utilisés comme clés de base supplémentaires dans la composition des caractères hanzi pour la transcription sinographique des langues chinoises (dont le mandarin qui utilise le style chinois simplifié, et le cantonais qui utilise le style chinois traditionnel, et d’autres langues d’Asie du Sud-Est), des caractères kanjis pour la transcription sinographique du japonais, des caractères traditionnels hanja du coréen, ou pour l’ancienne écriture chữ nôm du vietnamien (qui était elle-même l’évolution de l’écriture hanzi traditionnelle issue du mandarin, appelée hán tự en vietnamien mais très mal adaptée à cette langue).

### Table des caractères
| en fr  | 0  | 1  | 2  | 3  | 4  | 5  | 6  | 7  | 8  | 9  | A  | B  | C  | D  | E  | F  |
| ------ | -- | -- | -- | -- | -- | -- | -- | -- | -- | -- | -- | -- | -- | -- | -- | -- |
| U+2E80 | ⺀ | ⺁ | ⺂ | ⺃ | ⺄ | ⺅ | ⺆ | ⺇ | ⺈ | ⺉ | ⺊ | ⺋ | ⺌ | ⺍ | ⺎ | ⺏ |
| U+2E90 | ⺐ | ⺑ | ⺒ | ⺓ | ⺔ | ⺕ | ⺖ | ⺗ | ⺘ | ⺙ |    | ⺛ | ⺜ | ⺝ | ⺞ | ⺟ |
| U+2EA0 | ⺠ | ⺡ | ⺢ | ⺣ | ⺤ | ⺥ | ⺦ | ⺧ | ⺨ | ⺩ | ⺪ | ⺫ | ⺬ | ⺭ | ⺮ | ⺯ |
| U+2EB0 | ⺰ | ⺱ | ⺲ | ⺳ | ⺴ | ⺵ | ⺶ | ⺷ | ⺸ | ⺹ | ⺺ | ⺻ | ⺼ | ⺽ | ⺾ | ⺿ |
| U+2EC0 | ⻀ | ⻁ | ⻂ | ⻃ | ⻄ | ⻅ | ⻆ | ⻇ | ⻈ | ⻉ | ⻊ | ⻋ | ⻌ | ⻍ | ⻎ | ⻏ |
| U+2ED0 | ⻐ | ⻑ | ⻒ | ⻓ | ⻔ | ⻕ | ⻖ | ⻗ | ⻘ | ⻙ | ⻚ | ⻛ | ⻜ | ⻝ | ⻞ | ⻟ |
| U+2EE0 | ⻠ | ⻡ | ⻢ | ⻣ | ⻤ | ⻥ | ⻦ | ⻧ | ⻨ | ⻩ | ⻪ | ⻫ | ⻬ | ⻭ | ⻮ | ⻯ |
| U+2EF0 | ⻰ | ⻱ | ⻲ | ⻳ |    |    |    |    |    |    |    |    |    |    |    |    |